# Параметры Латтинжера
Параметры Латтинжера — безразмерные параметры, характеризующие дисперсию валентных зон полупроводника в рамках подхода Кона-Латтинжера. Введены Латтинжером в 1956 году при записи эффективного {\displaystyle (\mathbf {k} \cdot \mathbf {p} )}-гамильтониана для Ge и Si в магнитном поле.

## Определение
Шестикратно вырожденная валентная зона в полупроводниках структуры цинковой обманки расщепляется в результате спин-орбитального взаимодействия на двукратно вырожденную СО-зону и четырёхкратно вырожденную зону, порождающую ветви легких и тяжелых дырок. В эффективном гамильтониане {\displaystyle \mathbf {D} }, записанном для зоны {\displaystyle \Gamma _{15}}, участвуют три независимых безразмерных параметра {\displaystyle \gamma _{1}}, {\displaystyle \gamma _{2}}, {\displaystyle \gamma _{3}}, называемые параметрами Кона-Латтинжера:
{\displaystyle \mathbf {D} ={\dfrac {\hbar ^{2}}{2m}}\left[\left(\gamma _{1}+{\frac {5}{2}}\gamma _{2}\right)\mathbf {k} ^{2}-2\gamma _{2}\left(\mathbf {k} \cdot \mathbf {J} \right)^{2}-2\gamma _{3}\left(\sum _{i=1}^{3}\left\{\mathbf {k} _{\alpha _{i}},\mathbf {k} _{\beta _{i}}\right\}\left\{\mathbf {J} _{\alpha _{i}},\mathbf {J} _{\beta _{i}}\right\}\right)+D^{\left(A\right)}\right],}
где {\displaystyle D^{\left(A\right)}={\frac {e}{c}}\kappa \ \mathbf {J} \cdot \mathbf {H} +{\frac {e}{c}}q\left(\mathbf {J} _{x}^{3}\mathbf {H} _{x}+\mathbf {J} _{y}^{3}\mathbf {H} _{y}+\mathbf {J} _{z}^{3}\mathbf {H} _{z}\right)} — релятивистский член, {\displaystyle \mathbf {J} } — оператор матрицы углового момента для состояния со спином 3/2, {\displaystyle \mathbf {H} } — магнитное поле, {\displaystyle \kappa }, {\displaystyle q} — безразмерные постоянные. Знак суммы означает сумму по циклическим перестановкам {\displaystyle \alpha _{i}=x,y,z}, {\displaystyle \beta _{i}=y,z,x}.
Безразмерные параметры, аналогичные параметрам Латтинжера, появляются при записи эффективных гамильтонианов для других зон и симметрий. Например, в 8-зонном гамильтониане Кейна они называются параметрами Кейна.

## Связь с эффективной массой
В структурах кубической сингонии, вблизи точки {\displaystyle \Gamma }:
- масса тяжелых дырок: {\displaystyle m_{\mathrm {hh} }={\frac {m_{0}}{\gamma _{1}-2\gamma _{2}}}}
- масса легких дырок: {\displaystyle m_{\mathrm {lh} }={\frac {m_{0}}{\gamma _{1}+2\gamma _{2}}}}

## Справочные данные
- GaAs: {\displaystyle \gamma _{1}} = 6,98; {\displaystyle \gamma _{2}} = 2,06; {\displaystyle \gamma _{3}} = 2,93[2]
- InAs: {\displaystyle \gamma _{1}} = 20; {\displaystyle \gamma _{2}} = 8,5; {\displaystyle \gamma _{3}} = 9,2[3]
- InP: {\displaystyle \gamma _{1}} = 5,08; {\displaystyle \gamma _{2}} = 1,60; {\displaystyle \gamma _{3}} = 2,10[2]